# نریمان‌کند (بیله‌سوار)
نریمان‌کند (به ترکی آذربایجانی: Nərimankənd) یک منطقهٔ مسکونی در جمهوری آذربایجان است که در شهرستان بیله‌سوار واقع شده‌است. نریمان‌کند ۳٬۲۷۲ نفر جمعیت دارد.